# Экспликация (выставка)
Экспликация (лат. explicate — объяснение) —  документ, знакомящий зрителей при входе на выставку с её концепцией или информирующий о художнике.
В практике художественных музеев и выставок под экспликацией понимается краткий текст, по объёму обычно не превышающий одной страницы, знакомящий зрителей с характером экспозиции в зале, с содержанием, иконографией, историей выставленных произведений, с биографией и творческим образом представленного художника. В современных музеях максимально сжатый текст экспликации часто соединяется с этикетажем.